# Кримська сільська рада (Новоайдарський район)
Кримська сільська рада — орган місцевого самоврядування у Новоайдарському районі Луганської області з адміністративним центром у с. Кримське.

## Загальні відомості
Історична дата утворення: в 1923 році. Водоймища на території, підпорядкованій цій раді: річка Сіверський Донець.

## Історія
7 жовтня 2014 року Верховна Рада України постановила змінити межі Новоайдарського району Луганської області, збільшивши територію району, в тому числі за рахунок передачі до його складу 10761,90 гектара земель — Кримської сільської ради Слов'яносербського району (в тому числі території села Кримське, села Причепилівка, села Сокільники).

## Населені пункти
Сільській раді були підпорядковані населені пункти:
- с. Кримське
- с. Причепилівка
- с. Сокільники

## Склад ради
Рада складалася з 16 депутатів та голови.